# 1120-ті
Високе Середньовіччя •  Золота доба ісламу •  Реконкіста  •  Київська Русь

## Події

### Київська Русь
У Києві до 1125 року княжив Володимир Мономах, а після його смерті Мстислав Великий. До 1130 року Великий князь Київський підкорив собі Полоцьке князівство, але загалом центральна влада в Київській Русі продовжувала занепадати.  Суздальське князівство, де правив брат Мстислава Великого Юрій Довгорукий стало практично незалежним. В удільних князівствах точилася боротьба за владу. 1127 року Всеволод Ольгович прогнав з Чернігова свого дядька Ярослава Святославича. На заході вели між собою боротьбу спадкоємці Василька Ростиславича та Володара Ростиславича. Під кінець десятиліття Володимирко Володарович об'єднав під своєю владою Звенигородське та Перемиське князівства. 
Упродовж 1120-1123  років у Чернігові на замовлення князя Давида Святославича збудовано Борисоглібський собор.

### Західна Європа
1122 року укладено Вормський конкордат, яким завершилася боротьба за інвеституру. Імператор Священної Римської імперії Генріх V помер 1125 року. Новим римським королем було обрано Лотара II Супплінгбурзького, однак проти нього в Німеччині одразу ж виникла опозиція. 
1127 року в Нюрнберзі було обрано альтернативного короля Конрада III, якого 1129 року архієпископ Мілана коронував королем Італії.
Після смерті папи римського Гонорія II обрано зразу двох нових понтифіків: колегія з 8 кардиналів обрала Іннокентія II. Інші кардинали не погодилися й обрали Анаклета II. Іннокентію довелося втікати в Францію. Анаклета підтримував норманський правитель Сицилії Рожер II, Іннокентія - європейські монархи. 27 вересня 1130 року при підтримці папи Анаклета II Рожера II було проголошено королем.  Утворилося  Сицилійське королівство, що об'єднувало Сицилію та Апулію.
Португалія стала фактично незалежною після того як Альфонс І Великий переміг при Сан-Мамеде війська своєї матері Терези Леонської.
Продовжувалася Реконкіста, якій католицька церква надала статусу хрестового походу. Християнські держави півночі Піренейського півострова тіснили Альморавідів. У Північній Африці теж піднялося повстання проти Альморавідів, яке очолили Альмохади. Альмохади підкорили собі значну частину Марокко, підступили до Марракеша, але не змогли його взяти.

### Візантія і Близький Схід
Імператором Візантії був Іоанн II Комнін. Під його керівництвом Візантія здобула кілька важливих перемог, хоча програла морську війну з Венецією 1123-1126 років через слабкість  власного флоту. Візантійці розбили печенігів у Болгарії, а 1128 року угорців на Дунаї, відвоювали частину території в Румського султанату.
1124 року з допомогою венеційського флоту хрестоносці взяли місто Тір, а 1125 року завдали поразки сельджукам у битві при Аазазі. Війна з сельджуками проходила зі змінним успіхом, попри міжусобиці серед мусульман. Хрестоносці підступали до стін Дамаска, охопленого хаосом, в якому значну роль відігравали асасини, але не змогли взяти місто.
1127 року атабеком Мосула було призначено Імада ад-Дін Зенгі, який започаткував династію  Зангідів.
Значного успіху в боротьбі з сельджуками досягла Грузія на чолі з Давидом Будівником, отримавши перемогу у Дідгорській битві.

### Китай
Упродовж десятиліття чжурчжені повністю знищили державу киданів Ляо.  Залишки киданів відійшли на захід, де почалося формування Каракитайського ханства. Чжурчжені продовжили наступ на південь і захопили долину Хуанхе й столицю імперії Сун Кайфен. Потрапив у полон сам імператор. Його спадкоємець змушений був утікати. Він переніс столицю в Ханчжоу. Почався період Південної Сун. На півночі Китаю правила чжурчженська династія Цзінь.